# Catoblepia placita
Catoblepia placita är en fjärilsart som beskrevs av Hans Ferdinand Emil Julius Stichel 1909. Catoblepia placita ingår i släktet Catoblepia och familjen praktfjärilar. Inga underarter finns listade i Catalogue of Life.